# با کاروان شعر و موسیقی
با کاروان شعر و موسیقی نام برنامه‌ای بود که تا سال ۱۳۸۷ از شبکهٔ ۲ سیما پخش می‌شد.

## تولید
این برنامه پس از ساخت و استقبال از برنامه‌های «نغمهٔ بهاران» در نوروز ۱۳۷۹، «ضیافت» در ماه رمضان و «کاروان» در ماه محرم، و با گذشت مدتی از توقف برنامهٔ «تماشاگه راز» از سال ۱۳۸۱ کار خود را آغاز کرد.
با کاروان شعر و موسیقی به تهیه‌کنندگی برادران مناجاتی و با اجرای سهیل محمودی، شب‌های جمعه از تلویزیون پخش می‌شد و با دعوت از هنرمندان عرصهٔ شعر و موسیقی، به این دو هنر می‌پرداخت به طوری که بسیاری از نام‌آوران شعر و موسیقی در آن حضور یافتند.
به گفته سهیل محمودی، این برنامه که به موضوعات روز مرتبط با موسیقی و ادبیات می‌پرداخت، سعی داشت دچار روزمرگی نشود و با وجود این که گاهی در سطح متوسط و گاهی بالا ارائه شد، اما همواره تلاش می‌کرد دچار ابتذال، ساده‌پسندی و آسان‌گیری نشود.